# Reschen
Reschen am See (Italiaans: Resia) is een dorp in de Italiaanse provincie Bozen-Zuid-Tirol. Het vormt een van de vier fracties van de gemeente Graun im Vinschgau.
Het dorp ligt vlak over de Oostenrijks-Italiaanse grens, langs de weg over de Reschenpas, op een hoogte van 1500 meter aan het Reschenmeer, dat naar de plaats vernoemd is. Bij de aanleg van dit stuwmeer kwam een deel van het oorspronkelijke dorp onder water te staan. Het dorp, dat ongeveer 900 inwoners telt, is erg gericht op het toerisme. Met name het skigebied Schöneben is daarbij van betekenis. Een andere belangrijke economische sector is de landbouw, waarbij met name runderveeteelt en het houden van melkvee van belang zijn.
Bij Reschen ontspringt de op een na grootste rivier van Italië, de Adige (hier nog Etsch geheten). Verder bevinden zich bij het dorp meerdere bunkers uit de Eerste Wereldoorlog, waarvan enkele een uitgebreid ondergronds gangenstelsel hebben. Talrijke kunstmatige rotsen, die werden gebruikt voor schuttersopstellingen, zijn nog steeds te bezichtigen.
Omdat in de 19e eeuw de laatste bruine beer van Zuid-Tirol (totdat JJ1 in 2005 het gebied doorkruiste) bij Reschen werd doodgeschoten, worden de inwoners van het dorp ook wel Bärenschießer genoemd.